# Elección para gobernador de Maine de 2010
La elección para gobernador de Maine de 2010 tuvo lugar el 2 de noviembre. 

## Primaria republicana

### Candidatos

#### Declarados
- Steve Abbott, exjefe de personal de la senadora Susan Collins
- William Beardsley, expresidente de la Universidad de Husson[3]
- Matthew C. Jacobson, presidente de Maine & Company, una organización de atracción empresarial privada; expresidente de St. Lawrence & Atlantic Railroad[4]
- Paul LePage, alcalde de Waterville y director general de la cadena de tiendas Surplus & Salvage de Marden
- Peter Mills, senador estatal y candidato a gobernador en 2006
- Les Otten, fundador de American Skiing Company y ex copropietario de los Boston Red Sox
- Bruce Poliquin, empresario y economista[5]

#### No calificados
- Peter Cianchette, embajador de Estados Unidos en Costa Rica y candidato republicano a gobernador en 2002
- Kevin Raye, líder de la minoría del Senado estatal
- Joshua Tardy, líder de la minoría de la Cámara de Representantes de Maine

### Resultados
|  | 37.4 % |

|  | 17.4 % |

|  | 14.7 % |

|  | 13.1 % |

|  | 9.2 % |

|  | 4.9 % |

|  | 3.3 % |

|  | 100 % |

## Primaria demócrata

### Candidatos

#### Declarados
- Patrick K. McGowan, ex comisionado estatal de conservación
- Libby Mitchell, presidenta del Senado de Maine
- G. Steven Rowe, ex procurador general de Maine y ex representante estatal[7]
- Rosa Scarcelli, empresaria[8]
- Donna Dion, exalcaldesa de Biddeford. No apareció en la boleta electoral debido a la falta de firmas de la petición, pero continuó su campaña en las primarias como candidata por escrito.[9]

#### Retirados
- Dawn Hill, representante estatal. Hill se retiró de la carrera el 1 de enero de 2010, citando el número de candidatos.[10]
- John G. Richardson, excomisionado de Desarrollo Económico y Comunitario y expresidente de la Cámara. Richardson se retiró de la carrera el 26 de abril en medio de acusaciones de que algunos de sus trabajadores de campaña no habían seguido los procedimientos adecuados para recolectar donaciones para calificarlo para la financiación de las Elecciones Limpias de Maine.[11] Las boletas primarias ya se habían impreso antes de que Richardson se retirara de la contienda, por lo que el nombre de Richardson apareció en la boleta a pesar de que ya no era un candidato.[12]
- Peter Truman (también conocido como Peter Throumoulos), exrepresentante estatal y falsificador condenado. No apareció en la boleta por falta de firmas en la petición.

#### Declinados
- Brian Bolduc, representante estatal[13]
- Tom Allen, exrepresentante de Estados Unidos[14]

### Resultados
|  | 47.2 % |

|  | 22.7 % |

|  | 21.5 % |

|  | 19.8 % |

|  | 1.3 % |

|  | 100 % |

## Resultados
|  | 37.6 % |

|  | 35.9 % |

|  | 18.8 % |

|  | 100 % |

|  | 56.11 % |